# Yuriy Krymarenko
Yuriy Oleksandrovych Krymarenko (en ukrainien Юрій Кримаренко), né le 11 août 1983 à Berdytchiv, en RSS d'Ukraine (Union soviétique), est un athlète ukrainien spécialiste du saut en hauteur.

## Carrière
À la surprise générale, Krymarenko remporte les Championnats du monde d'Helsinki en 2005, seul athlète à franchir 2,32 m.
En 2009, il a franchi 2,31 m à Leiria. Le 6 septembre 2013, il porte ce record à 2,34 m dans sa ville natale.

## Palmarès
| Date | Compétition                       | Lieu           | Résultat | Marque |
| ---- | --------------------------------- | -------------- | -------- | ------ |
| 2003 | Jeux mondiaux militaires          | Catane         | 1er      | 2,18 m |
| 2005 | Championnats d'Europe espoirs     | Erfurt         | 3e       | 2,27 m |
| 2005 | Championnats du monde             | Helsinki       | 1er      | 2,32 m |
| 2005 | Finale mondiale                   | Monaco         | 8e       | 2,20 m |
| 2009 | Championnats d'Europe par équipes | Leiria         | 1er      | 2,31 m |
| 2011 | Jeux mondiaux militaires          | Rio de Janeiro | 2e       | 2,23 m |
| 2014 | Championnats d'Europe             | Zurich         | 5e       | 2,26 m |
| 2015 | Jeux mondiaux militaires          | Mungyeong      | 10e      | 2,15 m |
| 2019 | Championnats d'Europe par équipes | Bydgoszcz      | 7e       | 2,17 m |

## Records
| Épreuve         | Épreuve   | Performance | Lieu       | Date             |
| --------------- | --------- | ----------- | ---------- | ---------------- |
| Saut en hauteur | Extérieur | 2,34 m      | Berdytchiv | 6 septembre 2013 |
| Saut en hauteur | Salle     | 2,34 m      | Bydgoszcz  | 14 février 2007  |